# Кащенко, Александр Васильевич (предприниматель)
Александр Васильевич Кащенко (1855, слобода Бутурлиновская, Воронежская губерния — 1918) — русский коммерсант. Потомственный гражданин, почётный мировой судья, председатель комитета Общества содействия низшему и среднему образованию, председатель попечительного совета Татьянинской женской гимназии, председатель Воронцово-Александровского и Новогригорьевского комитета помощи раненым воинам. Член Торгового дома «В. М. Кащенко с-я», который специализировался на кожевенном и мукомольном деле и был одним из самых старых крупных русских предприятий в этих отраслях.

## Семья
- Дед — Михаил Андреевич Кащенко.
- Отец — Василий Михайлович Кащенко (18… — 1886).

## История
А. В. Кащенко — внук бобровского 3-й гильдии купца, Михаила Андреевича Кащенко, который положил начало фирме «В. М. Кащенко с-я» в слободе Бутурлиновской Воронежской губернии в 1830 году. Дело это успешно развивалось и за небольшое время распространилось по Юго-Восточной России и Северному Кавказу. После смерти Михаила Андреевича его сын, Василий Михайлович, продолжая кожевенное дело отца, в 1861 году начал хлебную зерновую торговлю. После его смерти дело перешло сыновьям, Алексею и Александру. Они стали развивать хлебную торговлю зерновых продуктов, скупая в Воронежской, Тамбовской и Харьковской губерниях, так же в области Войска Донского и в Ставропольской губернии, Терской и Кубанской областях хлеба и отправляя для продажи в северные и южные порты, грузили за границу и распространяли продажу кожевенных товаров в Кубанской, Тверской, Дагестанской областях и в Закаспийском крае. Построили маслобойный завод и 3 паровых вальцовых мельницы в Воронежской, Ставропольской губерниях и Терской области, общей производительностью до 40 000 пудов зерна в сутки.